# Клодзский повет
Клодзский повет (пол. Powiat kłodzki) — повет (район) в Польше, входит как административная единица в Нижнесилезское воеводство. Центр повета — город Клодзко. Занимает площадь 1643,37 км². Население — 162 465 человек (на 31 декабря 2015 года).

## Административное деление
- города: Душники-Здруй, Клодзко, Кудова-Здруй, Нова-Руда, Поляница-Здруй, Быстшица-Клодзка, Лёндек-Здруй, Мендзылесье, Радкув, Строне-Слёнске, Щитна
- городские гмины: Душники-Здруй, Клодзко, Кудова-Здруй, Нова-Руда, Поляница-Здруй
- городско-сельские гмины: Гмина Быстшица-Клодзка, Гмина Лёндек-Здруй, Гмина Мендзылесе, Гмина Радкув, Гмина Строне-Слёнске, Гмина Щитна
- сельские гмины: Гмина Клодзко, Гмина Левин-Клодзки, Гмина Нова-Руда

## Демография
Население повета дано на 31 декабря 2015 года.
| Перепись            | Всего   | Мужчины | Женщины |
| ------------------- | ------- | ------- | ------- |
| Всего               | 162 465 | 78 409  | 84 056  |
| Городское население | 104 395 | 49 485  | 54 910  |
| Сельское население  | 58 070  | 28 924  | 29 146  |